# Halfway Tree (musikalbum)
Halfway Tree är den jamaicanske reggaeartisten Damian Marleys andra musikalbum, utgivet den 11 september 2001. Albumet är producerat av Damian och hans halvbror Stephen Marley.
Valet av namn kommer från den vattendelare som klocktornet Halfway Tree utgör mellan slummen och välbärgade områden i Jamaicas huvudstad Kingston. Damians mor, Cindy Breakspeare kom nämligen från den rikare delen av staden, medan fadern Bob Marley kom från den fattiga.
2002 erhöll Damian Marley en Grammy för albumet i kategorin "bästa reggaealbum". 

## Låtlista
1. "Educated Fools" (feat. Bounty Killer och Treach; introduktionstal av  Bunny Wailer)
2. "More Justice"
3. "It Was Written" (feat. Stephen Marley, Capleton och Drag-On)
4. "Catch a Fire" (feat. Stephen Marley)
5. "Still Searchin'" (feat. Stephen Marley and Yami Bolo)
6. "She Needs My Love" (feat. Yami Bolo)
7. "Mi Blenda"
8. "Where Is the Love" (feat. Eve)
9. "Harder" (interlude)
10. "Born to be Wild"
11. "Give Dem Some Way" (feat. Daddigon)
12. "Half Way Tree" (interlude)
13. "Paradise Child" (feat. Mr. Cheeks)
14. "Stuck in Between"
15. "Half Way Tree" (producerad av Swizz Beatz)
16. "Stand a Chance" (feat. Yami Bolo and Treach)
17. "And You Be Loved" (gömd låt i slutet på den förra)